# Kamiita
Kamiita (上板町?) è una cittadina giapponese della prefettura di Tokushima.